# Elymnias esacoides
Elymnias esacoides är en fjärilsart som beskrevs av De Nicéville 1892. Elymnias esacoides ingår i släktet Elymnias och familjen praktfjärilar. Inga underarter finns listade i Catalogue of Life.